# Prduša Mala
Prduša Mala (Vodenjak) je nenaseljeni otočić u hrvatskom dijelu Jadranskog mora.
Njegova površina iznosi 0,025 km². Dužina obalne crte iznosi 0,58 km.